# The Nine Lives of Chloe King
The Nine Lives of Chloe King es una serie de televisión estadounidense de drama sobrenatural adolescente, basada en la saga literaria del mismo nombre de la autora Liz Braswell. El drama sigue a Chloe King, una joven normal hasta que de repente, comienza a aflorar su auténtica naturaleza de Mai, una raza antiquísima con ciertas habilidades y poderosos enemigos. La primera temporada fue estrenada en el canal ABC Family el 14 de junio de 2011 y finalizada el 16 de agosto del mismo año.
El 15 de septiembre, ABC Family anunció la cancelación de la serie por las bajas audiencias.

## Argumento
Al cumplir dieciséis años, Chloe, una chica aparentemente ordinaria comienza a descubrir ciertos poderes felinos que habían estado dormidos en su interior: incluidas nueve vidas, aumento de la velocidad, fuerza superior, oído hipersensible, agilidad sobrehumana, visión nocturna y transformar sus uñas garras retráctiles felinas, junto con la capacidad de sentir las emociones humanas. Cuando Chloe se da cuenta de que una misteriosa figura está siguiendo, ella va a descubrir que ella es descendiente de una antigua raza llamada Mai.

## Personajes
- Skyler Samuels como Chloe King.
- Benjamin Stone como Alek Petrov.
- Amy Pietz como Meredith King.
- Grace Phipps como Amy.
- Ki Hong Lee como Paul.
- Alyssa Diaz como Jasmine.
- Grey Damon como Brian Rezza.

## Producción
La serie está escrita por Daniel Berendsen y está basada en la serie de libros para jóvenes adultos de Alloy Entertainment, escrita por Elizabeth J. Braswell (publicado originalmente bajo el seudónimo de Celia Thomson). Alloy produce la serie.

## Promoción
En preparación para el estreno, ABCFamily.com lanzado "The Nine Paths of Chloe King" (Los nueve caminos de Chloe King), un juego en línea alentando a los usuarios a descubrir los secretos de los Mai y encontrar el unificador con el fin de desbloquear contenido exclusivo y participar para ganar la oportunidad de visitar el estudio de grabación.

## Recepción

### Recepción de la crítica
La serie ha recibido críticas en su mayoría positivas, obteniendo una puntuación de 68/100 en Metacritic. Troy Patterson alabó la serie, que calificó de "encantadora", mientras que hace la observación de que cubre un terreno familiar.

### Recepción del público
El episodio piloto atrajo más de 2 millones de espectadores cuando se estrenó en junio de 2011. El final de temporada, y en última instancia, final de la serie había caído cerca de la mitad de esa audiencia inicial, con poco más de 1 millón de espectadores.